# Campeonato Tocantinense 2017
In 2017 werd het 25ste Campeonato Tocantinense gespeeld voor voetbalclubs uit de Braziliaanse staat Tocantins. De competitie werd georganiseerd door de FTF en werd gespeeld van 11 maart tot 13 mei. Interporto werd kampioen.

## Eerste fase

### Groep A
| Plaats | Club       | Wed. | W | G | V | Saldo | Ptn. |
| ------ | ---------- | ---- | - | - | - | ----- | ---- |
| 1.     | Interporto | 6    | 3 | 2 | 1 | 7:3   | 11   |
| 2.     | Gurupi     | 6    | 3 | 1 | 2 | 7:7   | 10   |
| 3.     | Paraíso    | 6    | 2 | 3 | 1 | 5:4   | 9    |
| 4.     | Capital    | 6    | 0 | 2 | 4 | 7:12  | 2    |

|  | Gekwalificeerd voor tweede fase |
|  | Degradatie                      |

### Groep B
| Plaats | Club                  | Wed. | W | G | V | Saldo | Ptn. |
| ------ | --------------------- | ---- | - | - | - | ----- | ---- |
| 1.     | Sparta                | 6    | 4 | 2 | 0 | 13:4  | 14   |
| 2.     | Tocantinópolis        | 6    | 3 | 2 | 1 | 10:7  | 11   |
| 3.     | Tocantins de Miracema | 6    | 2 | 1 | 3 | 7:8   | 7    |
| 4.     | Colinas               | 6    | 0 | 1 | 5 | 4:15  | 1    |

|  | Gekwalificeerd voor tweede fase |
|  | Degradatie                      |

## Tweede fase
In geval van gelijkspel gaat de best geplaatste uit de groepsfase door. 
|  | Halve finale   | Halve finale | Halve finale |   |            | Finale | Finale | Finale |
|  |                |              |              |   |            |        |        |        |
|  | Tocantinópolis | 2            | 0            |   |            |        |        |        |
|  | Interporto     | 2            | 0            |   |            |        |        |        |
|  | Interporto     | 2            | 0            |   | Interporto | 2      | 2      |        |
|  |                |              |              |   | Interporto | 2      | 2      |        |
|  |                | Sparta       | 0            | 0 |            |        |        |        |
|  | Gurupi         | Sparta       | 0            | 0 | 0          | 1      |        |        |
|  | Gurupi         |              |              |   | 0          | 1      |        |        |
|  | Sparta         | 4            | 1            |   |            |        |        |        |

Details finale
|            |                                |       |        |                                          |
| 6 mei Heen | Interporto                     | 2 – 0 | Sparta | Estádio General Sampaio , Porto Nacional |
| 6 mei Heen | Eduardo 85' Antônio Flávio 88' |       |        | Estádio General Sampaio , Porto Nacional |

| Interporto | Sparta |

|             |        |                              |            |                     |
| 7 mei Terug | Sparta | 0 – 2                        | Interporto | Mirandão, Araguaína |
| 7 mei Terug |        | 21' Bruno Morais 63' Geilson |            | Mirandão, Araguaína |

| Sparta | Interporto |

### Kampioen
| Campeonato Tocantinense de 2017 |
| Tocantins                       |
| ------------------------------- |
| INTERPORTO Kampioen (4° titel)  |